# Belém do Piauí
Belém do Piauí este un oraș în Piauí (PI), Brazilia.